# Szemenye
Szemenye is een plaats (község) en gemeente in het Hongaarse comitaat Vas. Szemenye telt 359 inwoners (2001).